# كوينيو
کوینیو (بالإنجليزية: Kuinyo)‏ إله الموت الشرير في أساطير استراليا، يصدر رائحة كريهة.